# Robert Szczepański
Robert Szczepański (Więcborku, 1975) é um pugilista, levantador de peso básico e atleta de força (strongman) polonês.
Começou a praticar boxe, e em 1993 aos dezoito anos, recebeu uma medalha mundial na categoria júnior desse esporte. Mais tarde Szczepański se dedicou ao levantamento de peso básico (powerlifting).
Como atleta de força, Szczepański competiu em IFSA World Strongman Championships.